# Salza
Salza település Franciaországban, Aude megyében. Lakosainak száma 28 fő (2022. január 1.). Salza Lanet, Montjoi, Mouthoumet és Vignevieille községekkel határos.

## Népesség
A település népessége az elmúlt években az alábbi módon változott:
| Lakosok száma | 18   | 20   | 19   | 18   | 18   | 18   | 17   | 16   | 20   | 28   |
|               | 1968 | 1982 | 1990 | 2006 | 2013 | 2015 | 2017 | 2019 | 2020 | 2022 |